# Секст Аппулей (претор)
Секст Аппулей (лат. Sextus Appuleius; I століття до н. е.) — політичний і державний діяч часів пізньої Римської республіки та ранньої Римської імперії, квестор і міський претор.

## Біографічні відомості
Походив з роду Аппулеїв. Про нього та його родину збереглося вкрай мало відомостей.
Він був квестором і міським претором, але термін цього невідомий. Також ймовірно він був жерцем-фламіном. Одружився з Октавією Старшою, старшою зведеною сестрою імператора Октавіана Августа.
Місце його смерті та час її невідомі.

## Родина
- Дружина — Октавія Старша
- Сини:

- Секст Аппулей, консул-суффект 29 року до н. е.
- Марк Аппулей, консул 20 року до н. е.